# Китайский сад
Кита́йский сад — стиль ландшафтного сада, который формировался на протяжении трёх тысяч лет. Это понятие включает в себя как огромные сады императорской семьи, разбитые, чтобы произвести впечатление, так и более интимные сады учёных, поэтов, бывших правительственных чиновников, солдат и купцов, созданные для размышлений и уединения от внешнего мира. Они воспроизводят идеализированные миниатюрные ландшафты, которые выражают гармонию, которая должна существовать между человеком и природой. Главная идеологическая линия китайского сада – копирование известных природных пейзажей. 
Типичный китайский сад окружён стенами и включает в себя один или несколько прудов, группы камней, деревья и цветы, различные залы и павильоны, которые соединены извилистыми дорожками и зигзагообразными галереями. Перемещаясь от одного места к другому, посетители могут просматривать ряд тщательно подобранных сцен.

## История

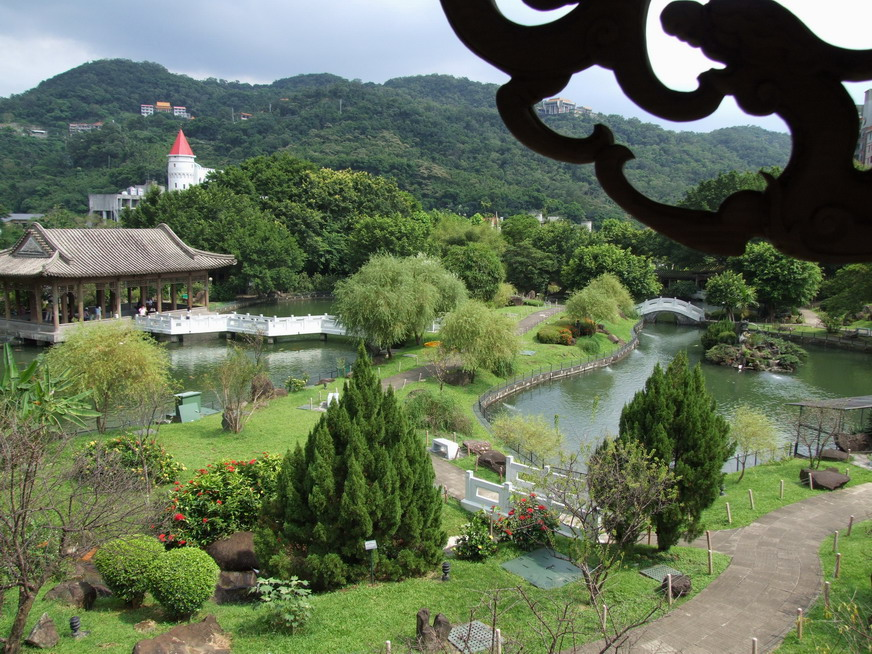

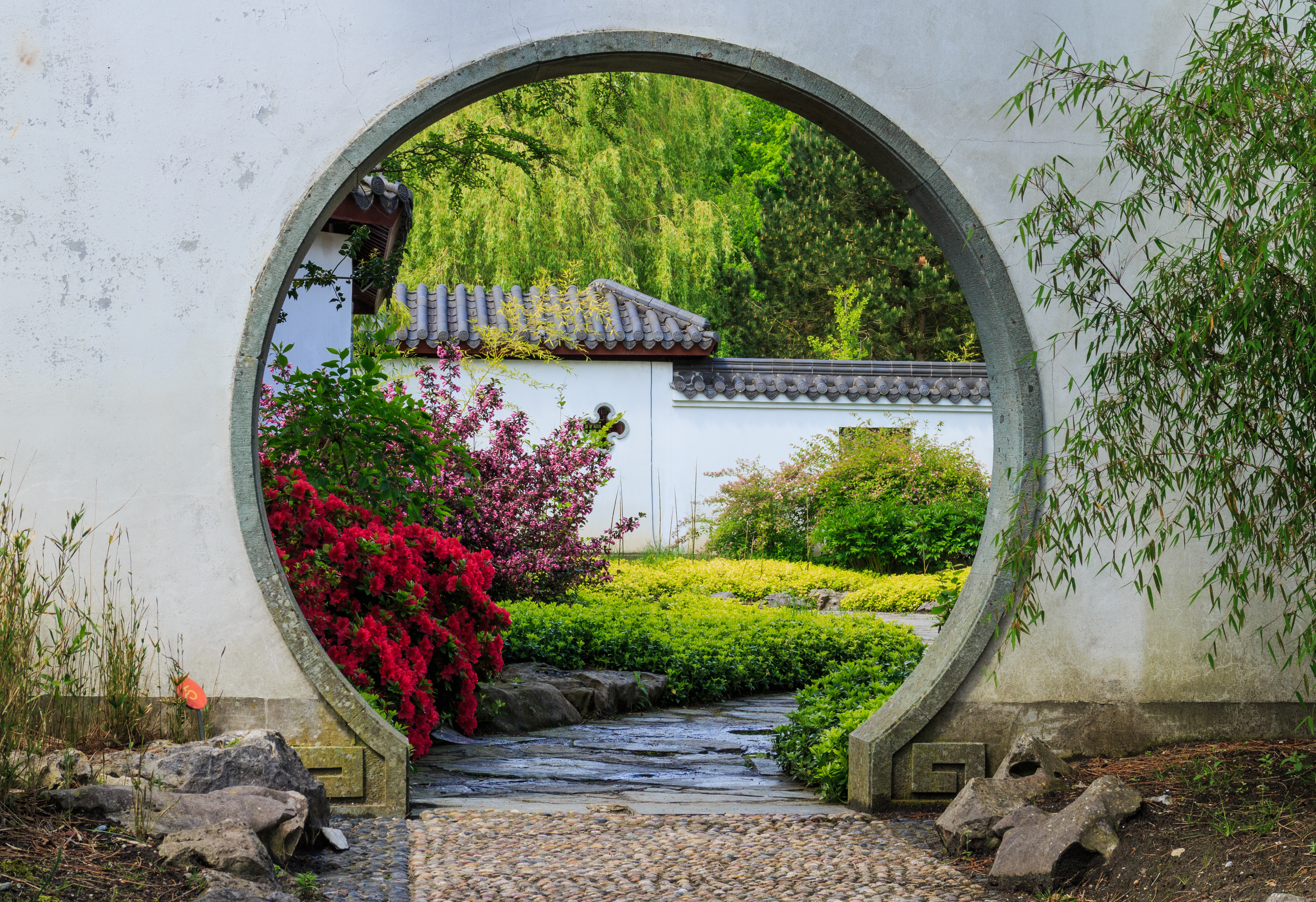
Лунные ворота

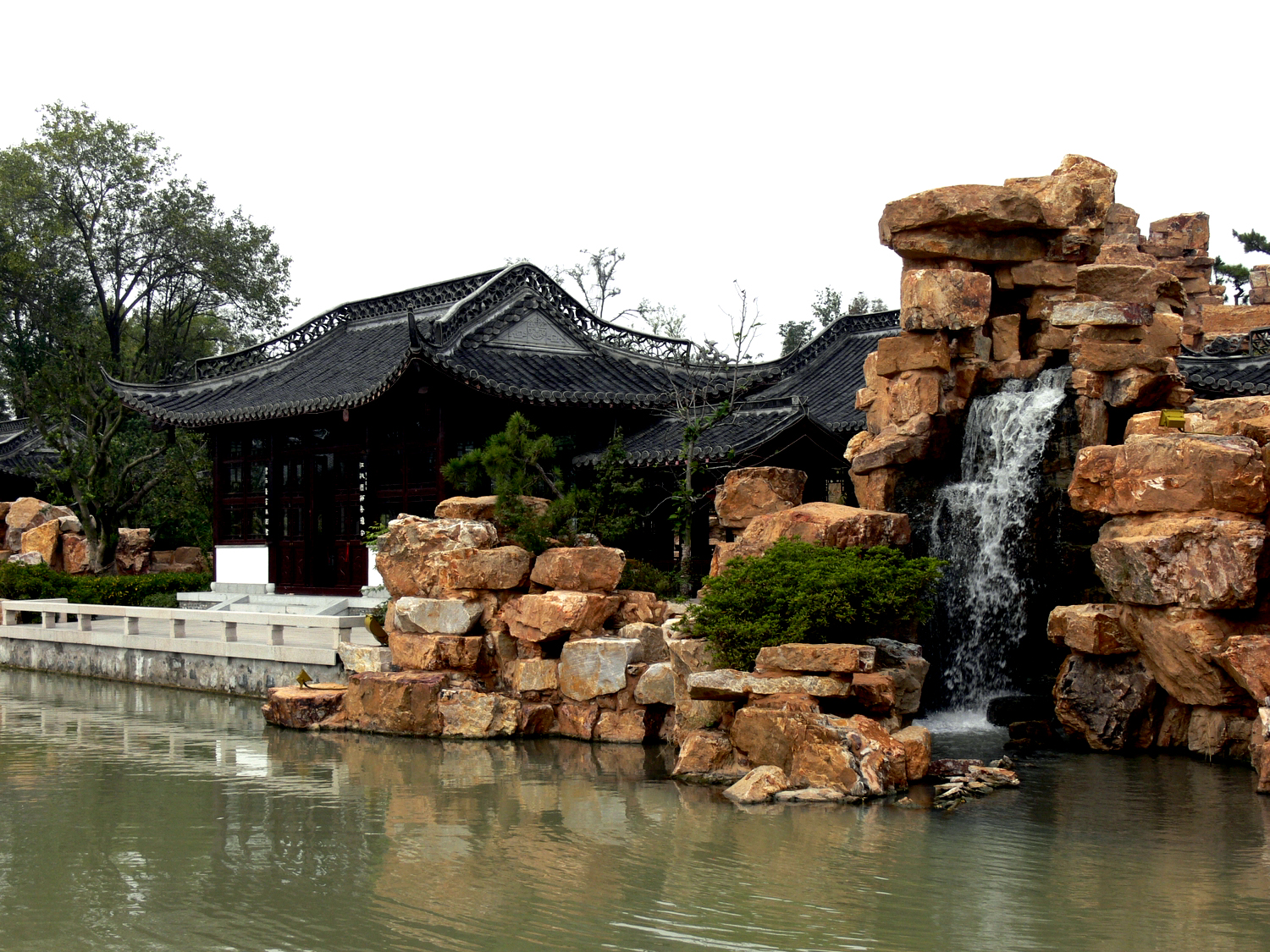

Уже в древнейшем китайском каноне — «Книге Песен» — упоминается «радость парка». В 1267 году заложен императорский парк в Пекине с двумя искусственными озерами. На Северном море (Бохайвань) насыпали остров, ассоциирующийся с мифическим островом Пэнлай в Восточном океане — обителью даосских бессмертных. В XVIII веке сложился ещё один столичный комплекс — парк-дворец Ихэюань (Парк Безмятежного отдыха или Сохранения гармонии), в композиции которого тоже доминировало озеро с искусственной горой. Сочетание «гор» и «вод», напоминавшее о Мировой горе и
Мировом океане, осталось в традиции дворцовых парков простейшим и самым устойчивым символом мироздания.
Разделение на императорские и частные сады сложились к V−VI века. Императорский парк — масштабная картина мира, частный отличался склонностью к деталям и миниатюрным композициям.

## Устройство классического сада
Классический китайский сад спроектирован таким образом, что наблюдатель не может охватить взором весь сад. Сад состоит из комплекса обособленных пространств, двориков и «зелёных комнат». Их границы строго определены галереями, павильонами, внутренними садовыми стенами. Перемещаясь по саду, в каждый момент времени посетитель наблюдает новые виды. Например, вид на сад от главного входа закрывался холмом или деревьями. В фольклоре экраны имели магический смысл: служили защитой от злых духов. Приём «заимствование вида» предполагал созерцание сада с разных сторон: надо было учесть, как видит его хозяин, подъезжающие гости и даже соседи.

## Сады в искусстве и литературе
При династии Мин садово-парковое искусство стало повальным увлечением. Человек без собственного сада, хотя бы маленького, не считался принадлежащим к элите общества. В садах сосредоточилась культурная жизнь: музицирование, чтение, занятия живописью, встречи литераторов и художников, учёные беседы, игры. Сады выступают местом действия в пьесах и романах. Немало учёных пускались в странствия, чтобы посетить знаменитые сады, прославленные в стихах, романах и картинах. Виды садов были популярной темой в минской живописи, они писались обычно по заказу владельца сада или в память о встречах друзей. В этих картинах сад предстаёт образом гармонии, символом достоинства учёной элиты.

## Философия
В садово-парковом искусстве Китая велико этико-философское наполнение. Европейский садовник стремился преобразовать природную среду во что-то иное. В Китае же человек, доводя до совершенства небесные и земные образы, совершенствует самого себя, поэтому сад – диалог культурного и природного начал. Согласно древним китайским представлениям, мир имеет три онтологически равные составляющие: Небо, Землю и Человека. Функция человека наиболее полно реализуется в творчестве, в искусстве. В китайской традиции человек даёт завершение небесной природе: усиливает естественные свойства вещей, придаёт им внятную, символическую форму. Это предполагает фантазию и эксперименты с природными материалами. Например, одним из лучших украшений китайского сада считались «божественные»камни со дна озера Тайху: причудливые валуны с множеством отверстий. Их очертания похожи на священную каллиграфию даосов. «Озёрные» камни не являются природными:каменотёсы делали в них отверстия и опускали в озеро. Через много лет вода стирала следы инструментов и камень воспринимался как дар природы – пример того, как в китайской традиции человек придаёт совершенство продуктам природы.
Культы поклонения предкам и силам природы стали основой многочисленных форм каменных композиций, начиная от подражания естественному ландшафту и заканчивая искусственными скалами, гротами, островами, каменными горками.
На китайское искусство сильно влияет иероглифическое мышление. В индоевропейских культурах акт космогенеза начинается словом, а образ в сознании формируется на основе звука. В Китае же образ формируется зрением и развиты виды творчества, связанные с визуальными знаками: каллиграфия, живопись, садово-парковое искусство. Некоторые способы построения ландшафтных композиций заимствованы из живописи, а многие прославленные художники проектировали сады.
Говоря о китайском саде, нельзя не упомянуть фэн-шуй – учение о влиянии энергии ландшафтных форм на человека.
При династии Чжоу большие ритуальные охотничьи угодья для жертвенных и редких животных были атрибутами власти и знаками её священства. Сад представлялся «блаженным» местом – царством вечного довольства и счастья. Сад-рай обладал теми же признаками, что и «райский сад» в литературе Европы: мягким климатом, изобилием воды и пищи, богатой растительностью и фауной. Позднее к мотивам рая добавились мотивы сада-универсума. В царские сады свозили камни, растения и зверей со всех краев света, в них имелись миниатюрные копии реальных озёр, гор и дворцов правителей завоёванных стран Уже при первом императоре Цинь Шихуанди парк стал прообразом Поднебесной: был воссоздан её ландшафт, а император управлял страной, не выходя из парка. Считалось, что модель обладала свойствами оригинала. При династии Хань к социальному смыслу парка добавился эзотерический. Это был период поисков пилюли бессмертия и культа бессмертных небожителей сянь, которые могли помочь найти её. В парках
сооружали «божественные горы» – обители бессмертных, воздвигали их бронзовые статуи. Склоны засевали «волшебными» травами и грибами, на вершинах устанавливали медные зеркала для сбора росы, которой питались небожители. Их привлекали
по закону симпатической магии: подобное тянется к подобному.
Императорские и частные сады развивались во взаимодействии, многие атрибуты царских садов перекочевали в частные: искусственные горы, озёра, камни. Со временем представление о саде как прообразе рая лишилось мифологической значимости и получило чисто художественное воплощение. Сад освободился от необходимости буквальной иллюстрации религиозного идеала, его обустройство стало делом вкуса и воображения, т. е. полноценным искусством. 